# 未解決的信息理论問題
这篇文章列出了信息论中值得注意的未解决的问题列表。这些问题被分为数据压缩和信道编码。还有一些相关的未解决的问题在哲学方面。

## 信道编码
- 网络容量：一般无线网络的容量是不知道的。 有一些特殊情况下，容量是已知的，如AWGN信道和消逝信道。[2]
- 广播信道容量：广播信道的容量，或者说单个发射器向许多接收者发送信息的情况，一般来说是未知的，尽管它在几个特别情况下是已知的。[3][4]
- 干扰信道容量（两个用户）：在有两对发射器和接收器相互干扰的情况下，干扰信道的容量一般是未知的。在特殊情况下，容量是已知的：强干扰制度，注入-决定性的。容量在近似意义上或在一定范围内是已知的：注入式-半决定性的，具有每块功率约束的加性白高斯噪声。
- 双向信道容量：双向信道（信息在两个方向上同时发送的信道）的容量是未知的。[5][6]
- ALOHAnet的容量。 ALOHAnet使用了一个非常简单的访问方案，其容量仍然未知，尽管在一些特殊情况下是已知的。[7]
- 量子容量（英语：Quantum capacity）：量子通道的容量是完全不知道的。[8]

## 源编码
- 分布式信源编码。使用互不通信的编码器来压缩相关的信息源，将每个信息源保留在其失真度量之内的最佳方法还不清楚。

## 延伸阅读
- Cover, Thomas; Gopinath, B.  (PDF). Springer-Verlag. 1987  [11 February 2021]. （原始内容存档 (PDF)于2022-05-13）.
- David Joyner; Jon-Lark Kim. . New York: Springer. 2010.
- Longo, Giuseppe. . 1975. ISBN 9783211813782.
- Tse, David.  (PDF). Information Theory Society Newsletter. 1996  [26 June 2013]. （原始内容存档 (PDF)于2016-03-04）.